# Ana Konjuh
Ana Konjuh (født 27. december 1997 i Dubrovnik, Kroatien) er en professionel tennisspiller fra Kroatien.